# Leptaena
Leptaena är ett utdött släkte armfotingar med halvcirkelformigt skal och rak låsarm.
Det större skalet hos lepaena är konvext, det mindre konkavt. I Sverige förekommer Leptaena i silurlagren, särskilt på Gotland med arten Leptaena rhomboidalis och i Dalarnas Leptaenakalk.